# مکائوی آنتیل کوچک
مکائوی آنتیل کوچک (نام علمی: Ara guadeloupensis) نام یک گونه منقرض‌شده از سرده طوطی‌های شادرنگ است.